# FBA Type H
Le FBA Type H est un avion militaire de la Première Guerre mondiale, produit en France par le constructeur aéronautique Franco-British Aviation Company (FBA) en 1916-1917.